# UHF
UHF (sigles de Ultra High Frequency, «freqüència ultra alta») és la banda de radiofreqüència compresa entre 300 MHz i 3 GHz (longitud d'ona d'1 m a 10 cm).
La banda UHF s'utilitza bàsicament per a les emissions de televisió. Es divideix en dues subbandes: la banda IV fa servir les freqüències dels 470 MHz als 590 MHz i la banda V fa servir dels 590 MHz als 862 MHz, que corresponen als canals del 21 al 35 i del 36 al 69, respectivament. Aquesta banda és la que s'emprava anteriorment per a transmissions de televisió analògica. En aquesta banda també s'emet la televisió digital terrestre. Dins l'UHF també es fa servir l'interval 950-2.150 MHz per a emissions de televisió per satèl·lit.
L'abast de les ones en UHF és menor que les de VHF i està compresa, en condicions normals, entre els 50 i els 100 km; per a distàncies superiors són necessaris els repetidors.